# Unione Sportiva Tempio 1991-1992
Questa voce raccoglie le informazioni riguardanti  l'Unione Sportiva Tempio nelle competizioni ufficiali della stagione 1991-1992.

## Rosa
| N. |                   | Ruolo | Calciatore             |
| -- | ----------------- | ----- | ---------------------- |
|    | Italia (bandiera) | C     | Mario Branca           |
|    | Italia (bandiera) | D     | Roberto Cabras         |
|    | Italia (bandiera) | P     | Antonio Chimenti       |
|    | Italia (bandiera) | A     | Fortunato Collevecchio |
|    | Italia (bandiera) | A     | Roberto Ennas          |
|    | Italia (bandiera) | C     | Francesco Felici       |
|    | Italia (bandiera) | C     | Andrea Ferrari         |
|    | Italia (bandiera) | D     | Francesco Frau         |
|    | Italia (bandiera) | C     | Antonio Gambino        |
|    | Italia (bandiera) | A     | Gianluca Hervatin      |
|    | Italia (bandiera) | D     | Stefano Lo Porto       |
|    | Italia (bandiera) | C     | Marzio Masu            |

| N. |                   | Ruolo | Calciatore         |
| -- | ----------------- | ----- | ------------------ |
|    | Italia (bandiera) |       | Musella            |
|    | Italia (bandiera) | A     | Maurizio Padella   |
|    | Italia (bandiera) | D     | Vincenzo Pandullo  |
|    | Italia (bandiera) | D     | Alberto Pari       |
|    | Italia (bandiera) | A     | Marco Pau          |
|    | Italia (bandiera) | A     | Giuseppe Pingitore |
|    | Italia (bandiera) | C     | Giovanni Pittalis  |
|    | Italia (bandiera) | C     | Mauro Roberto      |
|    | Italia (bandiera) | C     | Marco Sanna        |
|    | Italia (bandiera) | P     | Marco Sapocchetti  |
|    | Italia (bandiera) | D     | Alfredo Trovalusci |